# 의령 수도사 칠성탱
의령 수도사 칠성탱(宜寧 修道寺 七星幀)는 대한민국 경상남도 의령군 용덕면 이목리, 수도사에 있는 칠성도이다. 2005년 1월 13일 경상남도의 문화재자료 제363호로 지정되었다.

## 개요
수도사 칠성각 칠성탱은 2미터에 가까운 중형 크기의 면 바탕 화면에 채색된 작품이다. 도상들이 비교적 정연하게 묘사되어 있지만 채색상태가 다소 거친편이다. 조선후기∼말기에 이르는 칠성탱 도상연구에 자료적 가치가 있다.

## 참고 자료
- 의령 수도사 칠성탱 - 국가유산청 국가유산포털